# Meena Sharma
Meena Sharma (née vers 1984) est une journaliste indienne. Elle a identifié des scandales d'enfants qui ne s'occupaient pas de leurs parents âgés et le grand nombre d'avortements pratiqués lors de grossesses qui devaient donner naissance à une fille.  En 2016, elle reçoit le prix Nari Shakti Puraskar (en français : Prix du pouvoir des femmes), reconnue comme une des femmes les plus performantes d'Inde.

## Biographie
Elle a été rédactrice à Patrika TV (en) et présentatrice pour Zee News dans l'émission Nayika. Sur News 18, elle a présenté les programmes Desh Ki Baat et Dr Meena Sharma Ke Sath.
Meena Sharma est choisie pour recevoir le prix Nari Shakti Puraskar/Stree Shakti Puraskar lors de la Journée internationale des femmes, en 2016. La récompense lui est remise par le président Pranab Mukherjee au Rashtrapati Bhavan à New Delhi. Mukherjee et le Premier ministre Narendra Modi ont prononcé des discours sur la nécessité pour l'Inde d'autonomiser les femmes, soulignant le problème du nombre plus élevé de bébés de sexe masculin dû au fait que certains parents choisissent d'avorter si leur enfant est de sexe féminin, un problème que Sharma a souligné.
Le ministère de la femme, de l'enfance et du développement, qui a décerné le prix, a souligné l'influence de Sharma sur la politique gouvernementale. Ils ont reconnu son aide dans la création de la loi sur l'entretien et le bien-être des parents et des personnes âgées, en 2007, après que  Sharma ait mené une opération d'infiltration pour dénoncer le traitement des personnes âgées. Cette loi rend les héritiers légalement responsables du paiement de l'entretien des personnes âgées. Dans une autre opération, elle a révélé comment 500 organisations réparties dans six États indiens fournissaient des services de détermination du sexe suivis d'avortements illégaux. À l'époque, elle était une journaliste indépendante de 26 ans qui travaillait pour Sahara Samay Channel (en), la chaîne d'information en hindi diffusée 24 heures sur 24, à Jaipur.

### Note
- (en) Cet article est partiellement ou en totalité issu de l’article de Wikipédia en anglais intitulé « Meena Sharma » (voir la liste des auteurs).